# Gare de Truro
La  gare de Truro est une gare ferroviaire canadienne de la ligne d'Halifax à Rivière-du-Loup. Elle est située à proximité du centre de la ville de Truro, dans le comté de Colchester en Nouvelle-Écosse.
La première gare de Truro est mise en service en 1858 par le Chemin de fer Intercolonial.
Gare avec personnel de Via Rail Canada, elle est desservie par le train de voyageurs l'l'Océan.

## Situation ferroviaire
Établie à 21 mètres d'altitude, la gare de bifurcation de Truro est située sur un tronçon commun de la ligne d'Halifax à Rivière-du-Loup entre les gares d'Halifax et de Springhill Junction et de la ligne d'Halifax à Pictou, entre la gare d'Halifax et la bifurcation vers Pictou.

## Histoire
La première gare de Truro est mise en service en 1858 par le Chemin de fer Intercolonial, lorsqu'il ouvre une ligne d'Halifax à Truro

## Service des voyageurs

### Accueil
Gare de Via Rail Canada, elle dispose d'un bâtiment voyageurs, avec guichet, ouvert tous les jours sauf le mardi. Elle est équipée notamment : d'un automate pour l'achat de titres de transport, de toilettes, d'une salle des bagages, de chariots pour les bagages. Des aménagements, équipements et un service sont disponibles pour les personnes à mobilité réduite.

### Desserte
Truro est desservie par le train l'Océan.

### Intermodalité
Un parking pour les véhicules y est aménagé.
Un arrêt de bus, du réseau Maritime Bus (en), est situé à 1,6 kilomètre au numéro 280 de la rue Willow.